# Deux-Sèvres
Deux-Sèvres (79) es un departamento francés situado en la parte centroccidental del país, perteneciente, desde el 1 de enero de 2016, a la nueva región de Nueva Aquitania (antes a la desaparecida región de Poitou-Charentes). Su capital es Niort y su gentilicio francés es  Deux-Sévriens.

## Historia
Deux-Sèvres es uno de los ochenta y tres departamentos originales creados durante la Revolución francesa, el 4 de marzo de 1790 (en aplicación de la ley del 22 de diciembre de 1789). Fue creado a partir de territorios pertenecientes a la antigua provincia de Poitou.

## Acerca del nombre
Deux-Sèvres significa literalmente "Dos Sèvres": la Sèvre Nantaise y la Sèvre Niortaise, dos ríos que nacen en este departamento.

## Geografía
- Limita al norte con Maine y Loira, al este con Viena, al sur con Charente y Charente Marítimo, y al oeste con Vandea

## Demografía
| 1801    | 1831    | 1841    | 1851    | 1856    | 1861    | 1866    |
| ------- | ------- | ------- | ------- | ------- | ------- | ------- |
| 241.916 | 294.850 | 310.203 | 323.615 | 327.846 | 328.817 | 333.155 |
| 1872    | 1876    | 1881    | 1886    | 1891    | 1896    | 1901    |
| 331.243 | 336.655 | 350.103 | 353.766 | 354.282 | 346.694 | 342.474 |
| 1906    | 1911    | 1921    | 1926    | 1931    | 1936    | 1946    |
| 339.466 | 337.627 | 310.060 | 309.820 | 308.481 | 308.841 | 312.756 |
| 1954    | 1962    | 1968    | 1975    | 1982    | 1990    | 1999    |
| 312.842 | 321.118 | 326.467 | 335.829 | 342.812 | 345.965 | 344.392 |

Notas de la tabla:
- 3 de agosto de 1973: La comuna de Le Puy-Saint-Bonnet -859 hab. en 1968- pasa de Deux-Sèvres a Maine y Loira, al fusionarse con Cholet.

Las mayores ciudades del departamento son (datos del censo de 1999):
- Niort: 56.663 habitantes; 66.092 en la aglomeración.
- Parthenay: 10.466 habitantes; 17.891 en la aglomeración.
- Bressuire: 17.799 habitantes; es la única comuna de la aglomeración.
- Thouars: 10.656 habitantes; 15.791 en la aglomeración.